# Josef Mahlmeister
Josef Mahlmeister (* 26. Juni 1959 in Bad Kissingen) ist ein deutscher Erzieher, Erzähler, Schriftsteller und Kölner Kleinverleger.

## Leben und Wirken
Josef Mahlmeister wuchs im Katholischen Kinderheim Hammelburg auf. Nach einer Ausbildung zum Schriftsetzer im Erziehungsheim Schloss Birkeneck in Hallbergmoos und Arbeit in Heilbronn zog er 1983 nach Köln, wo er eine zweite Ausbildung zum Erzieher absolvierte und anschließend in verschiedenen Tageseinrichtungen arbeitete.

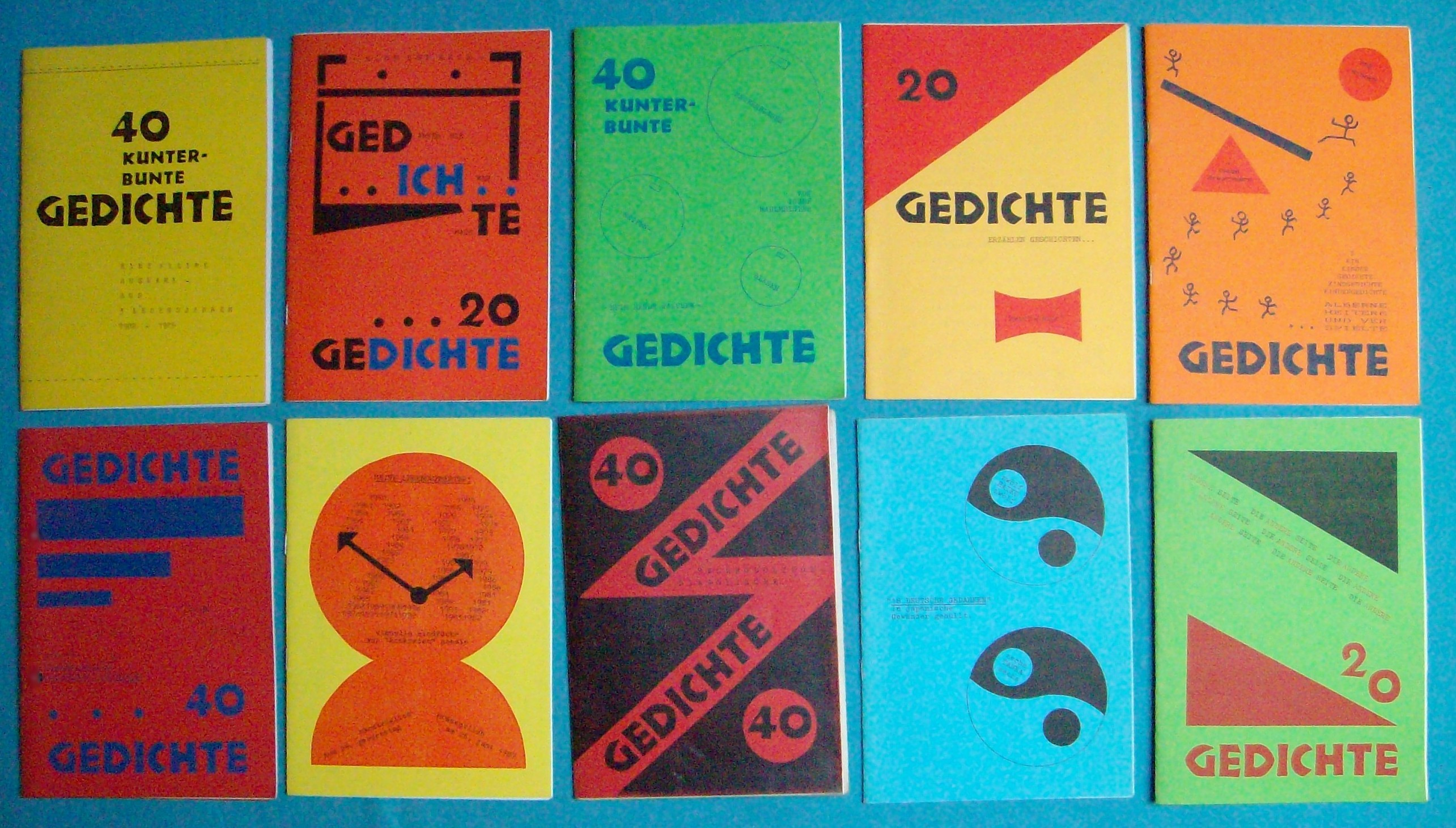
Cover der Reihe Kunterbunte Gedichte

Seine Arbeit mit Kindern unterstützte seine Beschäftigung mit Kinder- und Jugendliteratur. Seit Anfang der 1990er Jahre veröffentlicht er eigene Arbeiten meist im Selbstverlag. Von 1982 bis 1988 erschienen unter anderem zehn Hefte der „Kunterbunten Reihe“ mit jeweils 20 oder 40 Gedichten. Dabei gestaltete er in seiner „Kunterbunten Reihe“ auch Texte in der modernen visuellen und konkreten Poesie.
Diese Lyrik wurde in Performances und auf Lesungen an die Öffentlichkeit gebracht.
Mahlmeister war Übersetzer der Theaterstücke Wachtmeister Waldi (Deutsche Uraufführung 2000 in Köln) und Satina Teufelstochter des französischen Schriftsteller Pierre Gripari. Gelegentlich veröffentlicht er in verschiedenen kleineren Kulturzeitschriften wie „Die Gazette“ Rezensionen.
Zur Mitte des Jahres 2012 wurde er Mitglied im Verband Deutscher Schriftsteller (VS) in ver.di, Bezirk Köln, aus welchem er jedoch bereits im Januar 2013 aus ideellen Gründen wieder austrat.
Im November 2018 ergänzte er seine Tätigkeiten im Internet durch eine Blog-Seite. Dort erscheinen regionale Artikel zu seinem Arbeitsalltag als Erzieher, zu Aktuellem Zeitgeschehen und diversen Themen zu Musik, die Stadt Köln und Anderem.
Seit April 2020 entstanden erste Arbeiten auf YouTube. Anfangs gedacht als Unterhaltung für die Kinder und Eltern im Corona Home Office, in seiner Arbeit als Erzieher im Kindergarten, entwickelten sich dann weitere spontan erarbeitete Stücke als Reihe für Handpuppen mit Prinzessin Corona, dem Fuchs (Lernmodule für Kleinkinder), dem Hasen auch für die breite Öffentlichkeit.
Josef Mahlmeister tritt unter seinem Pseudonym Palabros de Cologne als Geschichtenerzähler auf.

### Verlag Palabros de Cologne
Mahlmeister gründete 1998 den Kleinverlag Palabros de Cologne, in dem in Auflagen von einigen hundert Exemplaren Lyrik, Kinderbücher und regionale, teils mehrsprachige Anthologien veröffentlicht werden, viele davon mit eigenen Grafiken und Fotos. Neben seinen eigenen Werken erscheinen dort auch Werke anderer Autoren wie Cheryl Chapman, Pierre Gripari, Klaus Hansen, Hans Therre, Byron W. Sewell, Carsten Sebastian Henn und von Illustratoren wie Bonski, Miguel E. Riveros, Lisa Ganz, Michael Kämpfer, Tine Decker und Lusja Shatalova.
Im Programm gab es (von 2009 bis 2013) die Sprachenlernreihe "WODOKU", die auf dem japanischen Sudoku aufgebaut ist. Sie wurde ab 2014 in einer erweiterten Reprint-Ausgabe vom Münchener Hueber Verlag übernommen. Außerdem hat er sich neben den Übersetzungen, in den letzten Jahren vermehrt den Genres Cosplay, Graffiti, Engel und Friedhöfe zugewandt. So entstand dabei auch eine Fotobandreihe über Friedhöfe, etwa dem Kölner Friedhof Melaten, dem Südfriedhof, dem alten Teil des Kölner Nordfriedhof, dem Westfriedhof, sowie dem Wiener Zentralfriedhof.
Anfang des Jahres 2011 erschien die erste lizenzierte deutschsprachige Übersetzung der Geschichten aus der Rue Broca (Contes de la rue Broca) von Pierre Gripari. Es folgten, ab 2014, als Schwerpunkt des Programms weitere Fotobände, etwa zum Düsseldorfer Japan-Tag bzw. den Seen in NRW und neue Bilderbuchreihen für Kinder. Etwa die über Posinko, dem Flamingo (6 Bände), sowie Paula Pudelwutz und der Foto-Reihe über Libellen und Schmetterlingen. In Zusammenarbeit mit der amerik. Kinderbuchautorin Cheryl Chapman wurden diese zum Teil (s. DNB) in die Englische Sprache übertragen.

## Anthologien (Hrsg.)
- Köln, einfach nur Köln. Trilogie – Band 1, mit Beiträgen von Barbara Penski, Sarah Gaspers u. a. – Köln 2006, ISBN 3-9810559-1-8.
- Guten Morgen, Köln! Trilogie (Sprache: Englisch, Deutsch) – Band 2, mit Beiträgen von Byron W. Sewell, Carsten Sebastian Henn u. a. – Köln 2007, Köln ISBN 978-3-9810559-2-4.
- Gute Nacht, Köln! Trilogie – Band 3, mit Beiträgen von Hans Therre, Britta Grewe u. a., Köln 2008, ISBN 978-3-9810559-3-1.
- Engel sind doof. Anthologie (Sprache: Englisch, Deutsch) – mit Beiträgen von Cheryl Chapman, Ilona Garrett, Byron W. Sewell u. a., Köln 2010, ISBN 978-3-9806184-3-4.

## Bastelbücher
- Verwandelte Wildnis. Spielbuch mit farbigen, ausschneidbaren Spielkarten. (Sprache :  Englisch, Deutsch) - Palabros de Cologne, Köln 2006, ISBN 3-9806184-9-8.
- Papa und Sohn basteln mit Pappe und Schere. Basteleien aus Kartons. Band 1, CreateSpace, Köln 2014, ISBN 978-1-5008-6982-3.
- Das unfertige Posinko Bastel-, Rätsel- und Ausmalbuch.  Ein wirklich total anderes Kölner Bastelbuch. CreateSpace, Köln 2015, ISBN 978-1-5076-7951-7.
- Die Liebesgeschichte vom kleinen schwarzen Kreis. Zum Ausmalen. CreateSpace, Köln 2015, ISBN 978-1-5077-3218-2.
- Short Toilet Paper Stories. Foto-Bastel-Impulse mit Klopapier. CreateSpace, Köln 2016, ISBN 978-1-5352-6831-8. (englisch)
- Papa und Sohn basteln mit Klopapierrollen. Basteleien mit Rollen vom Klopapier. (= Kindergarten und Grundschule. Band 4). CreateSpace, Köln 2016, ISBN 978-1-5303-0690-9.

## Bilderbücher
Seit Januar 2024 entstehen im Verlag,  unter dem Link Die Quadratische Reihe, neue Bilderbücher auch mit Hilfe der KI (Künstliche Intelligenz). 
- Die Zaubergeschichten vom Zauberer Mirabellum und der Hexe Schlapperspeck. Palabros de Cologne, Köln 1998, ISBN 3-9806184-0-4.
- Gschichtles für Kinder und mit Kindern. Palabros de Cologne, Köln 1998, ISBN 3-9806184-1-2.
- Der seltsame Traum von Posinko dem deutschen Flamingo. Ein Bilderbuch aus dem Kölner Zoo, mit Illustrationen von Josef Mahlmeister. Band 1, CreateSpace, Charleston 2014, ISBN 978-1-5029-5589-0.
- Nein! Paula Pudelwutz mag nicht schlafen. Bilderbuch für U3-Kinder. CreateSpace, Charleston 2016, ISBN 978-1-5306-6740-6.

## Fotobände
- Die Engel leben nicht nur auf Melaten. Fotoband. Palabros de Cologne, Köln 2009, ISBN 978-3-9810559-7-9.
- Der Kölner Friedhof Melaten und der Wiener Zentralfriedhof. Fotoband. Palabros de Cologne, Köln 2010, ISBN 978-3-9810559-8-6.
- Engel, Kinder und Musen auf dem Südfriedhof in Köln. Fotoband mit Geschichten. Palabros de Cologne, Köln 2011, ISBN 978-3-9810559-9-3.
- Ruhe und Frieden auf dem alten Nordfriedhof und dem Kölner Westfriedhof. Ein Fotoband mit Kölner Geschichten. Palabros de Cologne, Köln 2012, ISBN 978-3-9813632-1-0.
- Auch Kölner reisen zum Japantag nach Düsseldorf. Ein Fotoband mit Assoziationen aus den Jahren 2010 und 2011. Palabros de Cologne, Köln 2012, ISBN 978-3-9813632-2-7.
- Engel aus Bonn, Koeln, Paris und Wien. Ein Fotoband mit 50 Engeln. CreateSpace, Charleston 2014, ISBN 978-1-4992-0515-2.
- Jedes Graffiti schreit seine Geschichte! Ein Kölner Fotoband. CreateSpace, Charleston 2014, ISBN 978-1-5010-1657-8.
- Kölns Geisterzug am Valentinstag 2015. Fotoband mit Bildern aus Köln. CreateSpace, Charleston 2015, ISBN 978-1-5088-1514-3.
- Der Karauschenweiher. Fotoband. CreateSpace, Charleston 2018, ISBN 978-1-72566-232-2.
- Drei Road-Touren und immer den Nasen nach! Reisebericht und Fotoband. CreateSpace, Charleston 2018, ISBN 978-1-72733-514-9.

## Theaterstücke
- Wachtmeister Waldi / Satina Teufelstochter. (Inspecteur Toutou/Satinette, fille du diable) von Pierre Gripari, 2 Theaterstücke. Übersetzer: Josef Mahlmeister, Teiresias Verlag, Köln 1999, ISBN 3-9805860-7-3.
- Die Kinderlieder-Kompanie. 3 Theaterstücke. Teiresias Verlag, Köln 2000, ISBN 3-9805860-8-1.
- Die Kinderlieder-Kompanie. Kindertheater Band 1, CreateSpace, Köln 2016, ISBN 978-1-5330-4293-4.
- Prinzessin Ampelnase. Kindertheater Band 3, CreateSpace, Köln 2016, ISBN 978-1-5330-4296-5.

## Lyrik
- Kölner Gedichtles aus der kunterbunten Reihe. Palabros de Cologne, Köln 1999, ISBN 3-9806184-2-0.
- ABC mit Plätzle und Kaffee. Gedichte aus den Jahren von 1983–2001, aus Köln, in Form von Haiku, Tanka, Sonett und freien Rhythmen, Palabros de Cologne, Köln 2001, ISBN 3-9806184-6-3.
- Liebe, Bauchweh, Teddybär. Liebes- und Kummergedichte. Palabros de Cologne, Köln 2002, ISBN 3-9806184-8-X.

## Belletristik
- Die wundersamen Zaubergeschichten des Meister Jobs. Gedankensplitter aus dem Alltag eines Kölner Erziehers. BoD, Norderstedt 2004, ISBN 3-9806184-4-7.
- Pierre Gripari und seine Rue Broca Geschichten. GRIN Verlag, München 2012, ISBN 978-3-656-18613-7.
- Mit eigenen Texten als Ghostwriter reich werden? CreateSpace, Charleston 2014, ISBN 978-1-5001-0058-2.
- Alt werden sollst du nicht! Roman mit Gedichten. CreateSpace, Charleston 2014, ISBN 978-1-4975-8352-8.

## Übersetzungen
- Pierre Gripari: Wachtmeister Waldi. Beigefügtes Werk: Satina Teufelstochter. Aus dem Französischen und bearbeitet von Josef Mahlmeister. Teiresias, Köln 1999, ISBN 3-9805860-7-3.
- Cheryl Chapman: Dracko Drachenfresser. Aus dem Amerikanischen Englisch und bearbeitet von Josef Mahlmeister. Palabros de Cologne, Köln 2005, ISBN 3-9806184-7-1.
- Cheryl Chapman, Ilona Garrett, Byron W. Sewell, Victoria Sewell: Engel sind doof. Zweisprachige Anthologie. Mit Beiträgen aus dem Amerikanischen Englisch und bearbeitet von Josef Mahlmeister. Palabros de Cologne, Köln 2010, ISBN 978-3-9806184-3-4.
- Pierre Gripari: Die Zaubergeschichten aus der Rue Broca. Dreizehn Erzählungen der Kindergeschichten: Les contes de la rue Broca. Aus dem Französischen und bearbeitet von Josef Mahlmeister. Mit Illustrationen von Tine Decker und Michael Kämpfer. Palabros de Cologne, Köln 2011, ISBN 978-3-9813632-0-3.